# A Origem da Família, da Propriedade Privada e do Estado
A Origem da Família, da Propriedade Privada e do Estado (em alemão:  Der Ursprung der Familie, des Privateigenthums und des Staats) é um tratado materialista histórico de Friedrich Engels lançado em 1884. É parcialmente baseado em notas escritas por Karl Marx no livro Ancient Society (1877) do antropólogo estadunidense Lewis H. Morgan. O livro é um trabalho antropológico primitivo e é considerado como um dos primeiros grandes trabalhos sobre economia familiar.
Nela, o autor classifica os tipos de família em:
- família punaluana; (casamento colectivo de grupos de irmãos e irmãs, carnais e colaterais, no seio de um grupo)
- família sindiásmica; As uniões por casal, por um tempo mais ou menos longo, faziam-se já sob o regime do casamento por grupos, ou mesmo mais cedo; o homem tinha uma mulher principal (não podemos dizer uma mulher favorita) entre o número das suas mulheres, e era para ela o esposo principal entre todos os outros.
- família monogâmica: (união de um só casal, com coabitação exclusiva dos cônjuges).

Nestas três formas faremos corresponder respectivamente os sistemas malaio (G=P=X), turaniano ou ganowiano (G =PX) e ariano (GPX).
A obra constitui-se em um estudo aprofundado baseado nas descobertas de campo de Lewis Henry Morgan e em seu livro A sociedade Antiga (Ancient Society) sobre a gens dos indígenas norte-americanos da nação iroquesa que foi adotados pelos (senecas). 
O livro também demonstra a passagem do matriarcalismo ou comunismo primitivo ao patriarcalismo correlacionando ao início da propriedade privada que por sua vez se correlaciona com o início do Estado. 

## Histórico
Após a morte de seu amigo e co-pensador Karl Marx em 1883, Friedrich Engels organizou e preparou para a publicação vários escritos de Marx. Esta atividade, embora demorada, não ocupava totalmente as horas disponíveis de Engels, assim conseguiu perseverar na leitura e na escrita de temas próprios.

## Em geral
Nos primórdios da Família havia uma grande indefinição dos laços de ascendência. Os grupos familiares viviam em tribos junto com todos os seus correlatos, e as relações se davam de maneira generalizada: filhos e filhas de irmãs eram considerados filhos pelo pai, filhos e filhas de seu irmão eram considerados sobrinhos. Em uma tribo era possível ter vários pais e mães. Dentro dessas concepções de família existia apenas um empecilho, o ciúme do macho. A necessidade de se estabelecer como o macho, o marido, o pai. Esta situação é superada com os casamentos em grupo, para tornar assim o Homem menos animalizado e fazê-lo perceber as vantagens do grupo, isso encerra o ciúme, pois no grupo todos se pertencem mutuamente. 
A constituição de famílias ainda estava atrelada a promiscuidade, pois não havia a definição de costumes. Por exemplo, Engels mostra que dentro das famílias cosanguíneas o Incesto era aceito. Pais e filhos não podem se relacionar, mas irmãos e irmãs, primos e primas, podem. Engels segue demonstrando a evolução da família por partes: a família Punaluana, a família Sindiásmica e a Família Monogâmica. 
Na Família Punaluana, punaluana quer dizer: associação, casamento em grupos, o incesto gradativamente passou a ser proibido, fazendo com que aquelas sociedade se desenvolvessem mais rápido. O Matrimônio esta ainda em seu início.
A família Sindiásmica surge após a proibição do incesto, pois esse critério dificultava os casamentos em grupos. Assim então se estabelece a família Sindiásmica. Na qual, o Homem é casado com uma Mulher, mas a infidelidade e a poligamia ainda são direitos seus, e estes eram espoliados das mulheres, estas deviam ser fies a seus maridos oficiais e esta concepção monogâmica deve-se às mulheres, que procuraram ter esse direito a castidade e ao casamento com apenas um homem. Esta formação de família reduzia o número de mulheres com as quais um homem podia se relacionar, é nesse período que se inicia o rapto de mulheres e os casamentos arranjados. Dentro da família, agora constituída por dois seres que se desconhecem, o poder era em maior parte feminino. A mulher era quem tinha mais poder no interior da família, pois ela era quem definia as relações sanguíneas, definia quem seria o pai, eram as verdadeiras senhoras do lar. Dessa forma, Engels mostra que as mulheres nem sempre foram submissas aos homens. Até mesmo sua sexualidade era mais respeitada, em eventos ou cerimônias em templos, a mulher poderia escolher seu parceiro sexual.
A família Sindiásmica é o limite entre a Barbárie e o Estado. Porém, um fato que tem origem no velho mundo, altera toda esta concepção de família e poder feminino. As riquezas produzidas durante a vida do homem haviam crescido bastante, porém esta riqueza era repassada para os descendentes genéticos da mulher, fazendo com que os filhos dos homens fossem deixados de lado. O homem estava ganhando mais poder e usou esse poder em seu favor para suprimir a mulher, retirando o direito materno e todas as regalias da filiação feminina. Passa a existir, então, o Heterismo, a prevalência do homem sobre a mulher. Que só cresceu durante os próximos anos, chegando até a nossa concepção atual. Engels considera esta a maior derrota da mulher, logo elas foram reduzidas a objetos do prazer masculino sem direitos. Essa mudança é o ponto principal da evolução da família Sindiásmica para a Monogâmica.
Na família Monogâmica, o homem é o centro do poder. A família é mais sólida, pois somente o homem pode encerrar o casamento. O homem tem o direito irrestrito de ser infiel e satisfazer sua libido. Porém, a mulher é totalmente expropriada desse direito, pois, por razões econômicas, o homem precisa ter seus filhos legítimos, filhos da sua mulher oficial. Para garantir que estes filhos sempre fossem seus, a mulher jamais poderia se relacionar com outro. Essa forma é vista desde a antiguidade clássica até os dias atuais, na modernidade na qual vivia Engels. 
A mulher deve ser tolerante, sua função era conceber herdeiros, governar a casa e vigiar as escravas, que mais tarde tornavam-se amantes de seu marido. Com essa nova conjuntura surgem duas figuras sociais frequentes: "o inevitável amante da mulher casada e o marido corneado. Os homens haviam conseguido vencer as mulheres, mas as vencidas se encarregaram, generosamente, de coroar os vencedores". Nessa circunstância, o homem devia aceitar que os filhos de sua mulher sempre seriam seus filhos, mesmo que fosse traído. “É este o resultado final de três mil anos de monogamia.”
A mistura da cultura clássica românica com a barbárie germânica criou uma versão atualizada da Monogamia, na qual a mulher tinha um pouco mais de liberdade, pelo menos na teoria. Esse novo tipo de monogamia pode ter sido a primeira formação que permitia união por amor sexual moderno ou até amor conjugal, já que todas as outras relações desde a família Sindiásmica tinham sido arranjadas.